# Einar Esping
Gustaf Einar Esping, född 1 april 1905 i Sundsvall, död där 5 juni 1974, var en svensk väg- och vattenbyggnadsingenjör. 
Esping, som var son till inspektionskonstapel Johan Esping och Lisserkers Brita Gudmundsson, avlade studentexamen 1922, utexaminerades från Kungliga Tekniska högskolan 1926 och studerade även vid Stockholms högskola. Han blev ingenjör vid Nedre norra Väg- och vattenbyggnadsdistriktet 1926, vid Sundsvalls stads byggnadskontor 1928, byggnadschef i Nyköpings stad 1937, byggnadschef i Sundsvalls stad 1940, tillika stadsingenjör och fastighetsregisterförare där 1940–1946, och var chef för Sundsvalls hamnförvaltning från 1953.